# 拉季基夫卡 (普里盧基區)
50°42′29″N 32°15′15″E / 50.70806°N 32.25417°E
拉季基夫卡（烏克蘭語：Радьківка），是烏克蘭的村落，位於該國北部切爾尼戈夫州，由普里盧基區負責管轄，始建於1600年，面積0.71平方公里，海拔高度123米，2001年人口106，人口密度每平方公里150.4人。